# ATP Challenger Trophy
LATP Challenger Trophy, noto anche come STRABAG Challenger Open e Arimex Challenger Trophy, è stato un torneo professionistico di tennis giocato su terra rossa, che faceva parte dell'ATP Challenger Tour. Si giocava annualmente al TC EMPIRE di Trnava in Slovacchia dal 2007 al 2016.
Igor Zelenay e indipendentemente Jaroslav Pospíšil detengono il record di vittorie nel doppio con due trofei conquistati da ognuno.

## Albo d'oro

### Singolare
| Anno | Campione               | Finalista            | Punteggio        |
| ---- | ---------------------- | -------------------- | ---------------- |
| 2016 | Steve Darcis           | Jordi Samper-Montaña | 6–3, 6–4         |
| 2015 | Robin Haase            | Horacio Zeballos     | 6–4, 6–1         |
| 2014 | Andreas Haider-Maurer  | Antonio Veić         | 2–6, 6–3, 7–6(4) |
| 2013 | Julian Reister         | Adrian Ungur         | 7–6(3),6–3       |
| 2012 | Andrey Kuznetsov       | Adrian Ungur         | 6–3, 6–3         |
| 2011 | Iñigo Cervantes-Huegun | Pavol Červenák       | 6–4, 7–6(3)      |
| 2010 | Jaroslav Pospíšil      | Jurij Ščukin         | 6–4, 4–6, 6–3    |
| 2009 | Alexandr Dolgopolov    | Lamine Ouahab        | 6–2, 6–2         |
| 2008 | Alberto Martín         | Julian Reister       | 6–2, 6–0         |
| 2007 | Jan Hernych            | Tomáš Zíb            | 6–3, 3–6, 6–4    |

### Doppio
| Anno | Campioni                              | Finalista                             | Punteggio           |
| ---- | ------------------------------------- | ------------------------------------- | ------------------- |
| 2016 | Sander Gillé Joran Vliegen            | Tomasz Bednarek Roman Jebavý          | 6–2, 7–5            |
| 2015 | Wesley Koolhof Matwé Middelkoop       | Kamil Majchrzak Stéphane Robert       | 6–4, 6–2            |
| 2014 | Roman Jebavý Jaroslav Pospíšil (2)    | Stephan Fransen Robin Haase           | 6–4, 6–2            |
| 2013 | Marin Draganja Mate Pavić             | Aljaž Bedene Jaroslav Pospíšil        | 7–5, 4–6, [10–6]    |
| 2012 | Nikola Ćirić Goran Tošić              | Mate Pavić Franko Škugor              | 7–6(0), 7–5         |
| 2011 | Colin Ebelthite Jaroslav Pospíšil (1) | Aljaksandr Bury Andrej Vasilevskij    | 6–3, 6–4            |
| 2010 | Karol Beck Lukáš Rosol                | Alexander Peya Martin Slanar          | 4–6, 7–6(3), [10–8] |
| 2009 | Grigor Dimitrov Tejmuraz Gabašvili    | Jan Minář Lukáš Rosol                 | 6–4, 2–6, [10–8]    |
| 2008 | David Škoch Igor Zelenay (2)          | Daniel Köllerer Michal Mertiňák       | 6–3, 6–1            |
| 2007 | Filip Polášek Igor Zelenay (1)        | Diego Junqueira Rubén Ramírez Hidalgo | 6–1, 6–4            |